# Nati nel 1921/Giugno
| Questa pagina contiene informazioni ricavate automaticamente dalle voci biografiche con l'ausilio del template Bio e di un bot. L'aggiornamento è periodico e automatico e ricostruisce completamente la pagina. Se manca una persona in questa lista, sei pregato di non aggiungerla, ma accertati piuttosto che la sua voce biografica contenga il template Bio e che i dati anagrafici siano correttamente compilati. Se il template Bio manca, inseriscilo tu stesso o, in alternativa, metti l'avviso {{tmp\|Bio}} che ne segnala la mancanza. Se i dati riportati sono sbagliati, correggi direttamente la voce biografica; le modifiche saranno visibili in questa lista entro pochi giorni. Per chiarimenti vedi il progetto biografie. La lista contiene solo le 178 persone che sono citate nell'enciclopedia e per le quali è stato implementato correttamente il template Bio. Pagina aggiornata al 26 lug 2025. |

- 1º giugno - Giuliana Cavaglieri Tesoro, chimica italiana († 2002)
- 1º giugno - John Close, attore statunitense († 1963)
- 1º giugno - Jerzy Groyecki, allenatore di pallacanestro polacco († 1975)
- 1º giugno - Giuseppe Moccia, imprenditore e dirigente sportivo italiano († 2001)
- 1º giugno - Norma Pratelli Parenti, partigiana italiana († 1944)
- 1º giugno - Nelson Riddle, arrangiatore, direttore d'orchestra e compositore statunitense († 1985)
- 2 giugno - Tom Callahan, cestista statunitense († 1996)
- 2 giugno - Ariella Farneti, politica italiana († 2006)
- 2 giugno - Ferenc Karinthy, scrittore, linguista e drammaturgo ungherese († 1992)
- 2 giugno - Bror Karlsson, calciatore svedese († 2011)
- 2 giugno - Lidia Martini, partigiana italiana († 2011)
- 2 giugno - Friedrich Rehmer, partigiano tedesco († 1943)
- 2 giugno - Shin'ichi Sekizawa, sceneggiatore giapponese († 1992)
- 3 giugno - Mario Bandirali, calciatore italiano († 1993)
- 3 giugno - Mario Iacovitti, militare italiano († 1993)
- 3 giugno - Emanuele Luzzati, scenografo, animatore e illustratore italiano († 2007)
- 3 giugno - Dorothy Patrick, attrice statunitense († 1987)
- 3 giugno - Kline, illustratore e fumettista francese († 2013)
- 3 giugno - Yu Lan, attrice cinese († 2020)
- 3 giugno - Giovanni Zanollo, calciatore e allenatore di calcio italiano
- 4 giugno - Alessandro Asiano, calciatore italiano
- 4 giugno - Don Diamond, attore e doppiatore statunitense († 2011)
- 4 giugno - Thomas Joseph King, biologo statunitense († 2000)
- 4 giugno - Giuseppe Tortora, politico italiano († 1977)
- 4 giugno - Nina Vyrubova, ballerina sovietica († 2007)
- 4 giugno - Bobby Wanzer, cestista e allenatore di pallacanestro statunitense († 2016)
- 5 giugno - Zuzu Angel, stilista brasiliana († 1976)
- 5 giugno - Arturo Biagi, calciatore e allenatore di calcio italiano
- 5 giugno - Gérard de Sède, scrittore francese († 2004)
- 6 giugno - Brute Bernard, wrestler canadese († 1984)
- 7 giugno - Tal Farlow, chitarrista statunitense († 1998)
- 7 giugno - Bernard Lown, cardiologo statunitense († 2021)
- 7 giugno - Alexandre de Marenches, ufficiale, imprenditore e agente segreto francese († 1995)
- 7 giugno - Bill McCahan, giocatore di baseball e cestista statunitense († 1986)
- 7 giugno - Renato Monti, politico e sindacalista italiano († 2001)
- 7 giugno - Cornelis Pieter van den Hoek, partigiano olandese († 2015)
- 8 giugno - Eugenio Berardi, ingegnere e imprenditore italiano († 1977)
- 8 giugno - Michele Capobianco, architetto italiano († 2005)
- 8 giugno - Giovanni Battista Frescura, archeologo italiano († 1993)
- 8 giugno - Ando Gilardi, fotografo, giornalista e storico italiano († 2012)
- 8 giugno - Licisco Magagnato, storico dell'arte e critico d'arte italiano († 1987)
- 8 giugno - Sheila Ryan, attrice statunitense († 1975)
- 8 giugno - Danpa, paroliere e produttore discografico italiano († 2012)
- 8 giugno - Alexis Smith, attrice e cantante canadese († 1993)
- 8 giugno - Ivan Southall, scrittore australiano († 2008)
- 8 giugno - Suharto, politico e generale indonesiano († 2008)
- 9 giugno - Aristide Caporale, attore italiano
- 9 giugno - Federico De Florian, fondista italiano († 2003)
- 9 giugno - Erwin Hahn, fisico statunitense († 2016)
- 10 giugno - Sergio Arellano Stark, generale cileno († 2016)
- 10 giugno - Giannetto Fieschi, pittore e incisore italiano († 2010)
- 10 giugno - Filippo di Edimburgo, principe greco († 2021)
- 10 giugno - Luigi Grillo, arbitro di calcio italiano († 2007)
- 10 giugno - Oskar Gröning, militare tedesco († 2018)
- 10 giugno - Ralph Hamilton, cestista statunitense († 1983)
- 10 giugno - Anatolij Konev, cestista sovietico († 1965)
- 10 giugno - Arnaldo Marconi, politico italiano († 2008)
- 10 giugno - Mario Melis, politico italiano († 2003)
- 10 giugno - Jean Robic, ciclista su strada, ciclocrossista e pistard francese († 1980)
- 10 giugno - Garry Walberg, attore statunitense († 2012)
- 11 giugno - Vinicio Berti, pittore e illustratore italiano († 1991)
- 12 giugno - H. C. Artmann, scrittore e poeta austriaco († 2000)
- 12 giugno - Vera Luk'janovna Belik, militare sovietica († 1944)
- 12 giugno - Luis García Berlanga, regista e sceneggiatore spagnolo († 2010)
- 12 giugno - Stanislav Kocourek, calciatore cecoslovacco († 1992)
- 12 giugno - Al Negratti, cestista, allenatore di pallacanestro e dirigente sportivo statunitense († 1998)
- 12 giugno - Albino Skerk, politico italiano († 1995)
- 13 giugno - Jean Aubert, scrittore, poeta e editore francese († 2011)
- 13 giugno - Rolando Hammer, cestista cileno († 1987)
- 13 giugno - Justine Johnston, attrice e cantante statunitense († 2006)
- 13 giugno - Agide Samaritani, partigiano e politico italiano († 1969)
- 13 giugno - Lennart Strand, mezzofondista svedese († 2004)
- 14 giugno - Luciano Bausi, politico e avvocato italiano († 1995)
- 14 giugno - John Bradburne, missionario inglese († 1979)
- 14 giugno - Uber Gradella, calciatore italiano († 2015)
- 14 giugno - Ivo Isetto, calciatore italiano († 1976)
- 14 giugno - Władysław Maleszewski, cestista e allenatore di pallacanestro polacco († 1983)
- 14 giugno - Arturo Silvestri, calciatore e allenatore di calcio italiano († 2002)
- 14 giugno - Hans Stark, militare tedesco († 1991)
- 14 giugno - Carla Voltolina, giornalista e partigiana italiana († 2005)
- 15 giugno - Arrigo Benussi, calciatore italiano († 2013)
- 15 giugno - Charlie Black, cestista statunitense († 1992)
- 15 giugno - James Emanuel, poeta statunitense († 2013)
- 15 giugno - Erroll Garner, pianista statunitense († 1977)
- 15 giugno - Gavriil Abramovič Ilizarov, medico sovietico († 1992)
- 15 giugno - Angelo Solazzo, calciatore italiano († 2001)
- 16 giugno - Albert K. Bender, giornalista e scrittore statunitense († 2016)
- 16 giugno - Giulio Dolchi, politico e partigiano italiano († 2003)
- 16 giugno - Antonio Hernández Palacios, fumettista spagnolo († 2000)
- 17 giugno - Earl Hammond, attore, doppiatore e conduttore radiofonico statunitense († 2002)
- 17 giugno - Tony Scott, clarinettista, sassofonista e pianista statunitense († 2007)
- 17 giugno - Stella Vecchio, partigiana, politica e sindacalista italiana († 2011)
- 18 giugno - Angelo Bertelli, giocatore di football americano statunitense († 1999)
- 18 giugno - Wesley Lau, attore statunitense († 1984)
- 18 giugno - Olle Ohlson, pallanuotista svedese († 1983)
- 18 giugno - Michel Quoist, presbitero, scrittore e viaggiatore francese († 1997)
- 18 giugno - Rosalba Villa, cestista italiana
- 19 giugno - Raoul Achilli, militare italiano († 1943)
- 19 giugno - Spartaco Cesaretti, tiratore a segno sammarinese († 1984)
- 19 giugno - Alberto Mario Cirese, antropologo italiano († 2011)
- 19 giugno - Peter Hartmann, scultore svizzero († 2007)
- 19 giugno - Howell Heflin, politico statunitense († 2005)
- 19 giugno - Louis Jourdan, attore francese († 2015)
- 19 giugno - Sergio Lauricella, direttore d'orchestra e compositore italiano († 2008)
- 19 giugno - Elioro Paredes, calciatore paraguaiano
- 19 giugno - Patricia Wrightson, scrittrice australiana († 2010)
- 20 giugno - Maria Giulia Cardini, partigiana italiana († 2014)
- 20 giugno - Michele Deriu, geologo italiano († 1980)
- 20 giugno - Jean Dieuzaide, fotografo francese († 2003)
- 20 giugno - Hans Gerschwiler, pattinatore artistico su ghiaccio svizzero († 2017)
- 20 giugno - Jožica Miklavčič, giornalista italiana († 1977)
- 20 giugno - Pancho Segura, tennista e allenatore di tennis ecuadoriano († 2017)
- 21 giugno - Herschel Baltimore, cestista statunitense († 1968)
- 21 giugno - Giuseppe Bussi, calciatore e allenatore di calcio italiano († 2018)
- 21 giugno - Helmut Heissenbüttel, scrittore e poeta tedesco († 1996)
- 21 giugno - Judy Holliday, attrice statunitense († 1965)
- 21 giugno - Jane Russell, attrice e modella statunitense († 2011)
- 21 giugno - Joan Tetzel, attrice statunitense († 1977)
- 21 giugno - José Valdivieso, calciatore e allenatore di calcio argentino († 1996)
- 21 giugno - Floyd Volker, cestista statunitense († 1995)
- 22 giugno - Radovan Ivšić, poeta, commediografo e traduttore croato († 2009)
- 22 giugno - Vladimir Kostin, arbitro di pallacanestro sovietico († 1994)
- 22 giugno - Pierre-André Liégé, religioso e teologo francese († 1979)
- 22 giugno - Joseph Papp, produttore teatrale e regista statunitense († 1991)
- 22 giugno - Ludwig Karl Ratschiller, antifascista italiano († 2004)
- 22 giugno - Barbara Vucanovich, politica statunitense († 2013)
- 22 giugno - Antonio Zangrandi, generale e aviatore italiano († 1993)
- 23 giugno - William Herbert Dray, filosofo canadese († 2009)
- 23 giugno - Jeanne M. Holm, militare statunitense († 2010)
- 23 giugno - Rehman, attore indiano († 1984)
- 23 giugno - Marcella Olschki, scrittrice e giornalista italiana († 2001)
- 23 giugno - Alberto Rosselli, architetto e designer italiano († 1976)
- 23 giugno - Luciano Tosone, ingegnere e pittore italiano († 2004)
- 23 giugno - Yun Deok-ju, dirigente sportiva sudcoreana († 2005)
- 24 giugno - Giuseppe Davanzo, architetto e designer italiano († 2007)
- 24 giugno - Maurice Desaymonet, cestista francese († 2015)
- 24 giugno - Giovanni Piubello, scrittore italiano († 1983)
- 24 giugno - Gerhard Sommer, militare tedesco († 2017)
- 25 giugno - Francesco Bergamasco, calciatore italiano
- 25 giugno - Eduardo Caianiello, fisico italiano († 1993)
- 25 giugno - Celia Franca, ballerina e coreografa britannica († 2007)
- 25 giugno - Carlo Perogalli, architetto e storico dell'architettura italiano († 2005)
- 25 giugno - Plinio Pinna Pintor, cardiologo, imprenditore e partigiano italiano († 2016)
- 26 giugno - Giorgio Cristallini, regista e sceneggiatore italiano († 1999)
- 26 giugno - Renato Gardini, calciatore italiano († 1975)
- 26 giugno - Nory Morgan, cantante e attrice teatrale italiana († 2006)
- 26 giugno - Luigi Soffrido, calciatore e allenatore di calcio italiano († 1975)
- 26 giugno - Violette Szabo, agente segreta britannica († 1945)
- 26 giugno - Lorenzo Valditara, generale italiano († 2014)
- 27 giugno - Bai Guang, attrice e cantante cinese († 1999)
- 27 giugno - Dhia Cristiani, attrice e doppiatrice italiana († 1977)
- 27 giugno - Rodolfo de Zorzi, calciatore argentino († 1995)
- 27 giugno - Piero Magrassi, medico, partigiano e politico italiano († 2008)
- 27 giugno - Mario Marè, pittore italiano († 1993)
- 27 giugno - Muriel Pavlow, attrice britannica († 2019)
- 27 giugno - Kisshomaru Ueshiba, artista marziale giapponese († 1999)
- 27 giugno - Antonio Valentini, arcivescovo cattolico italiano († 2001)
- 28 giugno - Peter Dubovský, vescovo cattolico slovacco († 2008)
- 28 giugno - Franco Fochi, linguista italiano († 2007)
- 28 giugno - Norm McAtee, hockeista su ghiaccio e allenatore di hockey su ghiaccio canadese († 2010)
- 28 giugno - Alessandro Mirandoli, schermidore italiano
- 28 giugno - Pamulaparthi Venkata Narasimha Rao, politico indiano († 2004)
- 29 giugno - Stéphan Dakowski, calciatore francese († 2016)
- 29 giugno - Frédéric Dard, scrittore francese († 2000)
- 29 giugno - Jean Kent, attrice britannica († 2013)
- 29 giugno - Desmond Leslie, scrittore, regista e compositore britannico († 2001)
- 29 giugno - Reinhard Mohn, imprenditore e editore tedesco († 2009)
- 29 giugno - Harry Schell, pilota automobilistico statunitense († 1960)
- 29 giugno - Armando Tre Re, calciatore italiano († 2003)
- 29 giugno - Benjamin Vanninen, fondista finlandese († 1975)
- 29 giugno - Pierre Viette, entomologo francese († 2011)
- 30 giugno - Jules Amez-Droz, schermidore svizzero († 2012)
- 30 giugno - Oswaldo López Arellano, generale e politico honduregno († 2010)
- 30 giugno - Lajos Balthazár, schermidore ungherese († 1995)
- 30 giugno - Angelo Dorigo, regista, sceneggiatore e montatore italiano
- 30 giugno - Cristoforo Ricci, funzionario e politico italiano († 1983)
- 30 giugno - Washington Sycip, imprenditore e banchiere filippino († 2017)
- 30 giugno - Heinrich Wicker, militare tedesco († 1945)